# Pyrus hopeiensis
Pyrus hopeiensis är en rosväxtart som beskrevs av Tse Tsun Yu. Pyrus hopeiensis ingår i släktet päronsläktet, och familjen rosväxter. Inga underarter finns listade i Catalogue of Life.